# Gazdasági szervezet
A gazdasági szervezet az emberek által a gazdálkodás szervezeti kereteként létrehozott szervezet.
A gazdasági szervezetekre is jellemző, hogy az élőlényekhez hasonlóan viselkednek, azaz létrejönnek, fejlődnek, átalakulnak, hanyatlanak és megszűnnek. Ezen eseményekben a közös a változás, amelynek szabályozása, kívánt irányba való terelése a szervezet vezetésének az egyik legfőbb ambíciója (change management). 
A gazdasági szervezetek négy lényeges M-betűs erőforrásból állnak:
- az emberekből (men),
- a gépekből (machines),
- a pénzből (money),
- és a vezetésből (management).

A gazdasági szervezetek  alapvetően vagy árukat állítanak elő, vagy szolgáltatásokat nyújtanak, vagy egymás számára (B2B), vagy a fogyasztók részére (B2C). 

## A gazdasági szervezetek célja
A gazdasági tevékenység deklarált célja, hogy az adott vállalkozás teljesítse küldetését a piacon, amely két tényezőben mérhető: a piaci részesedésben és az elért forgalomban (és/vagy nyereségben). A szervezetek általános célja a növekedés, de legalább  a szinten maradás, a túlélés, akár szervezeti átalakulások révén. 
Ilyenkor derül ki, hogy a gazdasági szervezetek tulajdonképpen pénzgyárak, tőketermelő szervezetek, amely tőke nemcsak pénz (cash), hanem erkölcsi (goodwill), szellemi (know-how vagy intellectual property), kapcsolati (networking), illetve piaci pozícióbeli (customer portfolio) és persze tárgyi eszközbeli (property).
A gazdasági szervezet célja a profitszerzés, amelynek a feltételeit nemcsak a vállalkozás szervezete, a piac, hanem a szélesebb környezet is megszabja, sőt az adókon és jogszabályokon keresztül dinamikusan szabályozza. Ahol a nyereségszerzés áll az első helyen, ott a szervezet folyamatosan megújulni kényszerül, sokszor külső tanácsadók szervezetfejlesztő munkája révén.

## Jogi szabályozásuk
A gazdasági szervezetek tevékenységét számos jogszabály határozza meg, kezdve a szervezet formájától, megalakulásától a szervezet működésén át a szervezet megszűnéséig vagy átalakulásáig. A gazdasági szervezeteket a polgári törvénykönyv gazdálkodó szervezetek gyűjtőfogalom alatt szabályozza.